# Stammkunde
Stammkunden (englisch regular customer) sind in der Absatzwirtschaft Kunden, die einen Teil ihres Bedarfs regelmäßig beim selben Anbieter decken. Gegensatz ist die Laufkundschaft.

## Allgemeines
Der Betriebswirt Erich Gutenberg führte die Unterteilung in Lauf- und Stammkunden erstmals 1964 in die deutsche Fachliteratur ein, für ihn sind alle Kunden Stammkunden, solange keine Mobilität der Nachfrage besteht. Er war der Ansicht, dass die Stammkunden durch Produktgestaltung, Werbung und Vertriebsorganisation an das Unternehmen gebunden werden können und verwies auf den besonderen Wert der Stammkundschaft, also Kunden, die enge Bindungen zu einem Unternehmen aufweisen und sich in ihren Kaufentscheidungen auf die Reputation des Unternehmens verlassen.
Unternehmen teilen ihre Kunden auch danach ein, wie häufig sie ein Geschäft mit einem bestimmten Kunden abschließen. Die Anbieter können ihren Umsatz und letztlich ihren Gewinn auch dadurch steigern, indem sie durch Maßnahmen der Kundenbindung dafür sorgen, dass Kunden zu Stammkunden werden. Anbieter mit ausschließlicher Laufkundschaft weisen stärkere Umsatzschwankungen auf als Unternehmen mit überwiegender Stammkundschaft. Stammkunden sichern die künftige Umsatzentwicklung und bilden das Rückgrat eines jeden Unternehmens. Diese Kunden halten normalerweise dem Unternehmen auch in Krisenzeiten die Treue und wechseln nicht ohne Grund zur Konkurrenz. Insbesondere in Gastronomie und Hotelgewerbe werden sie Stammgast genannt, im Netzjargon heißen sie Regular.

## Umfang
Ein Verbraucher ist bereits Stammkunde, wenn er eine Monatszeitschrift beim selben Händler bezieht. Deshalb sind alle Abonnement-Kunden Stammkunden, ebenso Kunden aus einem sonstigen Dauerschuldverhältnis (Miete, Leihe, Leasing, Pacht, Kreditvertrag oder Bierlieferungsvertrag). Dabei ist nicht erforderlich, dass die Regelmäßigkeit kalendermäßig bestimmbar ist, sondern die Häufigkeit der Käufe (Kauffrequenz, Verbrauchsintensität) spielt eine Rolle. Im Einzelhandel gilt jemand als Stammkunde, wenn er 3 Jahre in Folge beim selben Anbieter gekauft hat. Stammkunden sind dem Bundesgerichtshof (BGH) im Zusammenhang mit der Berechnung des Ausgleichsanspruchs bei Tankstellenpächtern zufolge Personen, die mindestens viermal pro Jahr bei der Tankstelle getankt haben. Dabei komme es aber nicht darauf an, dass einmal pro Quartal getankt werde. Als Stammkunden sieht der BGH beim Handelsvertreterausgleich nach § 89b HGB diejenigen Kunden an, die in einem überschaubaren Zeitraum, in dem üblicherweise mit Nachbestellungen zu rechnen ist, mehr als nur ein Geschäft mit dem Unternehmer abgeschlossen haben oder voraussichtlich abschließen werden. Liegt der Umsatzanteil eines Stammkunden bei 100 %, so handelt es sich um ein Nachfragemonopol.

## Kennzahlen
Zur Ermittlung der Bedeutung von Stammkunden für ein Unternehmen ist zunächst die betriebswirtschaftliche Kennzahl der Kundendurchdringungsrate (englisch customer penetration rate, share of wallet) auszuwerten. Sie zeigt auf, wie stark die Position des Anbieters bei einem Kunden bereits ist und inwieweit noch potenzielle und/oder durch Konkurrenten abgeschöpfte Bedarfe bestehen:
{\displaystyle {\text{Kundendurchdringungsrate}}={\frac {\text{Anteil der tatsaechlichen Bedarfsdeckung}}{\text{geschaetzter Gesamtbedarf des Kunden}}}}
Ist die Kundendurchdringungsrate sehr niedrig, so besteht für den Anbieter noch Marktpotenzial, das zur Akquisition von potenziellen Stammkunden genutzt werden kann. Die Stammkundenquote gibt den Anteil der Stammkunden am Gesamtumsatz wieder: Die Stammkundenquote (englisch regular customers quote) errechnet sich wie folgt:
{\displaystyle {\text{Stammkundenquote}}={\frac {\text{Umsatz mit Stammkunden}}{\text{Gesamtumsatz}}}}
Stammkunden sollten mehr als 50 % des Umsatzes eines Unternehmens generieren, damit eine gewisse Umsatzstabilität erzielt werden kann. Gelegenheitskunden hingegen sorgen durch ihre Zufallskäufe für eine höhere Umsatzvolatilität. Je nach Standort machen die Laufkunden einen mehr oder minder großen Anteil der Gesamtkundschaft eines Einzelhandelsgeschäfts aus.

## Stammkunden durch Kundenbindung
Aus Laufkunden können bei professioneller Kundenpflege Stammkunden werden, aus Stammkunden können bei fehlender oder mangelhafter Kundenbindung Laufkunden werden. Durch Stammkunden entsteht eine dauerhafte Geschäftsbeziehung. Es kann bis zu siebenmal für einen Anbieter leichter (oder kostengünstiger) sein, einen Stammkunden zum Kauf zu bewegen als einen Neukunden zu gewinnen. Für einen Anbieter sind die als Schlüsselkunden (englisch Key-Account) identifizierten Stammkunden von strategischer Bedeutung, da sie einen hohen Umsatzanteil eines Anbieters erreichen. Sie werden im Rahmen des Kundenmanagements durch ein spezifisches Key-Account-Management betreut.
Es gibt faktische oder psychologische Kundenbindung, durch die Stammkunden gewonnen werden können: 
- Faktische Kundenbindung (geht vom Anbieter aus): 
  - Verträge bei Dauerschuldverhältnissen beinhalten Kündigungsfristen oder Mindestlaufzeiten, so dass ein sofortiger Ausstieg aus dem Vertrag nicht möglich ist. Sanktionen sehen Vertragsstrafen vor, Belohnungen erfolgen durch Mengenrabatte oder Bonussysteme (etwa Payback).
  - Mit Kundenkarten oder Rabattkarten (etwa Bahncard) können Stammkunden fester an das Unternehmen gebunden oder Gelegenheitskunden zu Stammkunden werden. Ihre Besuchsfrequenz und ihre durchschnittlichen Einkaufsbeträge sind höher als die von Nichtkartenkunden.[7]
  - Technik/Funktion: Komplementärgüter sind technisch oder funktional voneinander abhängig und können nur gemeinsam Nutzen stiften (DVD und DVD-Player). Lock-in-Effekte führen dazu, dass Produkt- oder Servicekomponenten nur über einen Hersteller bezogen werden können.[8]
  - Ökonomie: Wechselkosten durch Vertragsstrafen oder Transaktionskosten hindern oder verhindern einen Anbieter- oder Produktwechsel.
- Psychologische Kundenbindung (geht vom Kunden aus): hierzu gehören das Vertrauen zu einem Anbieter oder in ein Produkt, auch Präferenzen und Kundenzufriedenheit können Stammkunden entstehen lassen.

## Bedeutung der Stammkunden für den Anbieter
Stammkunden sichern den Unternehmen einen dauerhaften und kontinuierlichen Vertrieb. Ihnen ist an der Kundenzufriedenheit gelegen, um Stammkunden zu gewinnen und zu halten. Dabei setzen sie auch Präferenzen ein wie etwa bei Markenartikeln die Markentreue. Anbieter von Dauerschuldverhältnissen betrachten einen Kunden erst dann als Stammkunden, wenn sie ihm mehrere Dauerschuldverhältnisse verkauft haben. Beispielsweise sind dem Abonnenten mehrere Zeitschriftenabonnements zu verkaufen oder der Kreditnehmer muss mehrere Kredite aufnehmen, um als Stammkunde eingestuft zu werden. Im Rahmen der Forschung und Entwicklung in der Pharmaindustrie besteht das Forschungsziel primär in der Entwicklung eines Wirkstoffes für chronische Erkrankungen, weil die Patienten durch dauerhafte Medikation zu Stammkunden werden. Ziel der Gastronomie muss es sein, durch Kundenbindung Laufkunden in Stammkunden zu verwandeln, etwa durch einen Stammtisch.

## Stammkunden in einzelnen Wirtschaftszweigen
Ziel des Marketings sind die Stammkunden, die nach dem Paretoprinzip 20 % der Kundschaft, aber 80 % des Umsatzes ausmachen. Der deutsche Maschinenbau erfüllt dieses Paretoprinzip ungefähr, denn er erhält 49 % seiner Aufträge von Stammkunden und kann damit 72 % seiner Umsätze generieren.
Das Kontokorrent ist eine sachliche Präferenz, die zu einer Stammkundenbeziehung führt. Es wird zwischen Unternehmen (Business-to-Business, deutsch Unternehmen-Unternehmen) in ihrer Rolle als Debitoren und Kreditoren verwendet; seine Hauptanwendung ist jedoch im Bankwesen das Girokonto. Es führt dazu, dass Bankkunden meist alle oder den größten Teil ihrer Bankgeschäfte mit ihrer – das Girokonto führenden – Hausbank tätigen und daher Stammkunde sind. Das Paretoprinzip ist deshalb auch im Bankbereich zu beobachten. Ein Wechsel der Bankverbindung erfolgt bei 75 % der Bankkunden nicht. Hierbei wirken auch persönliche (Vertrauen zum Berater), wirtschaftliche (Wechselkosten) und räumliche Präferenzen (die Nähe der Bankfiliale). Bankkunden, die ohnehin einen Großteil ihres Geschäftsvolumens bei einem Institut vereinigen, sind eher dazu geneigt, weitere Produkte aus der Leistungspalette des gleichen Anbieters in Anspruch zu nehmen. Die Bereitschaft eines Stammkunden, das angestammte Kreditinstitut aufgrund günstigerer Konditionen oder Bankgebühren zu wechseln, wird mit zunehmender Dauer der Geschäftsverbindung geringer.
Mit einem Stammkundenanteil von 63,5 % und einem Umsatzanteil von 56,8 % gehören die deutschen Reisevermittler zu den Wirtschaftszweigen mit der höchsten Stammkundenquote. Bei den Online-Shops ist in Deutschland Amazon mit einem Stammkundenanteil von 59,5 % führend, gefolgt von Zooplus (33,6 %) und H&M (23,8 %). Sehr unterschiedlich fällt die Stammkundenquote bei den einzelnen Handelssegmenten im Einzelhandel aus. Während der Versandhandel eine Stammkundenquote von 80 % aufweist, liegt sie für Discounter bei 63 %, gefolgt von Kaufhäusern (58 %) und Fachmärkten (49 %). Bei Apotheken fiel der Anteil loyaler Kunden von 56 % (2002) auf 44 % (2008). Bei Drogeriemärkten führt dm-drogerie markt mit 48 % vor Rossmann (25 %). Im Jahre 2007/2008 lag der durchschnittliche Anteil von Stammkunden bei Verbrauchermarktketten sehr niedrig (Aldi 12 %, Edeka 9 %, Lidl 7 %, Kaufland und Rewe je 6 %). Bei der Schweizer Supermarktkette Migros liegt er indes bei über 50 %.
Im Fernverkehr der Eisenbahn gibt es diverse Vielfahrer-Programme wie die BahnCard der Deutschen Bahn AG, das Halbtax Abo der SBB, die VORTEILScard der ÖBB. Bei diesen wird in der Regel gegen Zahlung einer Jahresgebühr, auf den Kauf eines regulären Fahrscheins ein 50-Prozent-Rabatt gewährt. Daneben gibt es noch so genannte Netzkarten, bei denen das gesamte Netz einer Bahngesellschaft innerhalb eines Jahres unbegrenzt befahren werden darf. Ebenso bieten Luftverkehrsgesellschaften diverse Vielfliegerprogramme an. Das gemeinsame Vielfliegerprogramm von Lufthansa, Austrian Airlines Group, Swiss und weiteren mitteleuropäischen Fluggesellschaften ist Miles & More.
Die Pharmaforschung zielt darauf ab, Medikamente gegen chronische Erkrankungen zu entwickeln, um einen dauerhaften Absatz zu gewährleisten und den Apotheken Stammkunden zuzuführen.